# (28910) 2000 NH11
2000 أن إتش 11 (ويعرف أيضًا باسم (28910) 2000 أن إتش 11 وفق تسمية الكوكب الصغير) (بالإنجليزية: 2000 NH11)‏ هو كويكب ضمن حزام الكويكبات؛ وترتيبه 28910 من حيث الاكتشاف.
اكتُشف هذا الجُرم الفلكي بواسطة Paulo R. Holvorcem ‏ في 10 يوليو 2000.

## وصلات خارجية
- (28910) 2000 NH11 في قاعدة بيانات مختبر الدفع النفاث لأجرام النظام الشمسي الصغيرة

- الاكتشاف · مخطط المدار ·  العناصر المدارية · المعلمات المادية

- (28910) 2000 NH11 على موقع ويكي سكاي: DSS2, SDSS, GALEX, IRAS, Hydrogen α, X-Ray, Astrophoto, Sky Map, Articles and images